# 手なしむすめ
手なしむすめ (独: Das Mädchen ohne Hände) は、『グリム童話』に収録されていた童話の一編。

## あらすじ
貧乏な粉屋が薪拾いに行って、ひどい年寄りと行き会った。年寄りは、お前の水車小屋の裏に立っているものをくれるなら、莫大な金をやろうと言った。粉屋はてっきり水車小屋の裏に生えている大きなりんごの木のことだと思ったので承知したが、本当は水車小屋の裏で庭を掃いていた彼の娘のことだった。年寄りは悪魔だったのだ。
さて、約束の日になって悪魔が娘を迎えに来たが、清らかで信心深い娘は身を清めて周囲に白墨で線を書いたので、悪魔は近寄ることも出来なかった。それで、粉屋に「娘に水を使わせるな、体を清めさせるな」と命じた。そしてまた迎えに来たが、娘の涙が清らかだったので、それに触れた手が美しく、また近寄れなかった。悪魔は、粉屋に「娘の手を切ってしまえ、さもなければお前をさらって行く」と命じた。粉屋は悪魔が恐ろしくて、娘の両手を切ってしまった。しかし泣き抜いた娘の涙が傷口を清め、またしても悪魔は近寄れず、退散した。
粉屋は娘に言った。
「お前のおかげで、どっさりお宝が手に入ったよ。一生大事にしてあげるよ」
けれども、娘はこう返した。
「私はここにいるわけにはいきません。どこかへ行ってしまいたい。情深いお人が私の必要なだけの物は恵んで下さるでしょう」
そして、切り落とされた両腕を背中にしばりつけて、日の出と一緒に旅立った。
一日中歩きつづけて夜になり、王さまの庭へ来た。月の光で見ると、庭にはみごとな実が鈴なりに生った木があった。けれども、周りに水があって中へは入れなかった。
娘は一日中歩きつづけて一口も食べていなかったので、空腹でたまらずに思った。
「ああ、中へ入ってあの果物が食べたいな。さもないときっと死んでしまう」
そこで、膝をついて神さまの御名をとなえて、お祈りをした。すると、どこからともなく天使たちが現れて水門を閉めたので、堀が干上がって歩いて渡れるようになった。
娘が庭へ入ると、天使たちも一緒に入った。果物の生っている木を見ると、見事な梨だった。その数は数えられ記録されていたけれど、あまりお腹がすいているものだから、木から直接かじって一つだけ食べてしまった。
庭番は見ていたけれど、何しろ天使がついているものだから、怖くて何も言えなかった。
娘は梨を食べてしまうと藪の中へかくれた。
朝になって、庭の持ち主の王さまが庭へ出て、梨を数えてみて一つ足りないのに気がついた。
「梨はどこへ行ったのか。木の下にも見えないが、どうやらなくなっているようだ」
庭番に訊くと、庭番は答えた。
「昨夜幽霊が入って参りました。その幽霊には両手がなくて、口で一つかじって食べてしまいました」
「その幽霊はどうやって堀を渡ったのだ。それに、梨を食べてどこへ行ってしまったのだ」
「雪のように白い衣を着た人が天から降りて来て、水門を閉めて堀を干上がらせたのです。あれは確かに天使でございますから、手前は恐ろしくて、咎めも致さず、人も呼べなかったのでございます。幽霊は梨を食べてしまいますと、また戻って行ってしまいました」
王さまは言った。
「お前の言う通りなら、今夜は一緒に番をしよう」
暗くなると、王さまは庭にやって来た。幽霊と話をするために、坊さんを一人つれて来た。
三人とも木の下に腰をおろして、気をつけていた。真夜中に娘が藪から這い出して来て、木の所へ行って、また口でもいで梨を一つ食べた。娘の側には白い着物を着た天使がいた。
そのとき、坊さんが出て行って言った。
「そなたは、神の御許から来たものか、それともこの世のものか。幽霊かそれとも人間なのか」
「私は幽霊ではありません。神さま以外には誰からも見捨てられた、あわれな人間でございます」
王さまが言った。
「たとえお前がこの世の一切のものから見捨てられていても、私は見捨てはしない」
王さまは娘を一緒にお城へ連れて行った。そしてこの娘がとても美しくて信心深いものだから、心底からこの娘をいとしく思い、銀の手をつくらせて与え、奥方になさった。
それから一年たった。王さまは戦に行かなければならなかったので、母上に若い妃のことをまかせて言った。
「妃が赤ん坊を産みましたら、どうか大事に育ててやって下さい。そうして、すぐに手紙で知らせて下さい」
やがてお妃はかわいらしい男の子を産んだ。そこで年老いたお母さんは、いそいで手紙を書いて、王さまに知らせてやった。ところが、使いの者が、途中、川の岸で一休みしているうちに、長い道中で疲れていたものだから、眠りこんでしまった。そこへ、日ごろから信心深いお妃を何とかして困らせてやろうと思っていた悪魔がやって来て、手紙を別のと取りかえてしまった。
それには、お妃が醜い赤ん坊を産んだと書いてあった。王さまはこの手紙を見ると、驚いて大そう悲しく思ったけれども、お母さんに、自分が帰るまでお妃を大事に世話してやって下さいと返事を書いた。
使いの者はこの手紙を持って帰ったけれども、同じ場所で一休みして、また眠り込んでしまった。そこへまた悪魔がやって来て、別の手紙を使いの者のポケットに入れた。
その手紙には、妃を子供と一緒に殺してしまうように書いてあった。年老いたお母さんはその手紙を受取るとびっくりして、どうも本当とは思えないので、王さまへもう一度手紙を書いた。しかし、悪魔がいつも偽の手紙とすりかえるものだから、同じ返事しか来なかった。そのうえ、最後の手紙には、証拠に妃の舌と目玉をとっておいて下さいと書いてあった。
年老いたお母さんは泣いて、夜の間に牝鹿をつれて来させて、その舌と目玉を切りとってしまっておいた。それから、妃に向って言った。
「いくら王さまの言いつけでも、お前を殺させるわけにはいきません。お前はここにいない方がいい。子供と一緒に遠いところへ行って、もう二度と帰って来るんじゃありませんよ」
かわいそうな妃は目を泣きはらして、赤ん坊を負ぶって出て行った。
妃は、大きな森へ来た。ひざまずいて神さまにお祈りすると、天使があらわれて、妃たちを小さな家へつれて行った。その小屋には「誰でも自由に住んでよい」と書いた小さな札がかかっていた。その小さな家から真白な若い女の人が出て来て、「いらっしゃいまし、お妃さま」と言って、奥へ案内して行った。内へ入ると、女の人は赤ん坊を妃の背中からおろして、妃の乳房へあてがって乳を飲ませた。それからすっかり支度の出来ているきれいなベッドに寝かせた。女は言った。
「あたしは天使です。あなたとお子さんのお世話をするように神様からつかわされた者です」
こんなわけで、この家に七年間住んで、親切に面倒をみてもらった。おまけに、信心のおかげで、切りとられた手は元の通りになった。
王さまは、やっとのことで戦場から家に帰って来た、何より先に奥方と子供に逢いたがった。すると年老いたお母さんは泣きだして言った。
「罪もない二人の命を取れなどと書いてよこすなんて、お前は何という悪人でしょう」
そうして、悪魔のしくんだ二通の手紙を見せて、「お前の言いつけ通りしましたよ」と証拠の舌と目だまを見せた。
それを見ると、王さまはかわいそうな奥方と子供のことを思ってお母さんにもまして泣き出したので、年老いたお母さんはかわいそうになって言った。
「安心おし、まだ生きてますよ。殺したのは本当は牝鹿なのです。お前の妃は、子供を背中へゆわいつけて、遠い所へやりました。お前がひどく腹を立てているようだったから、二度と帰って来ないようにかたく約束させてね」
これを聞くと、王さまは言った。
「蒼空の続くかぎり探しに行って、それまでに命をおとすか飢え死にするかせぬ限り、妻と子供を探しあてるまでは飲み食いも致しません」
それから王さまは、七年という間、あちらこちら廻り歩いて、切りたった崖や岩穴まで残らず探しまわった。けれども、二人は見つからないので、二人とも死んでしまったのかと思った。
この間中ずっと飲まず食わずだったが、神さまは王さまを生きながらえさせて下さった。
おしまいに、ある大きな森へ入ると、森のなかに小さな小屋があった。その小屋には「誰でも自由に住んでよい」と書いた木札がかかっていた。中から白い若い女が出て来て、王さまの手をとって奥へ導き、訊いた。
「いらっしゃい。どこからおいでましたか」
「かれこれ七年の間、妻と子供を探しているのですが、まだ見つからないのです」
天使は、王さまに食べ物や飲み物をすすめたけれども、王さまはそれに手もつけず、ほんの少しの間、休みたいと言った。寝ようとして、横になって自分の顔へハンカチをかけた。
天使は、お妃と子供のいる部屋へ行って言った。
「お子さまを連れていらっしゃい。ご主人がいらっしゃいましたよ」
王さまが横になっているところへ行くと、顔からハンカチが落ちた。妃が言った。
「悲しみの子や、お父さんのハンカチを拾って、元通り顔へかけてさしあげなさい」
子供がハンカチを拾って、元のように顔にかけてやった。王さまはうとうとしながらそれを聞いて、もう一度わざとハンカチを落とした。男の子はいらいらして言った。
「ねえお母さん、お父さんの顔にかけてってどういうことなの。お父さまはこの世にいないんでしょう。天にまします我らの父よ、ってお祈りを習いました。お父さまは天の神さまなんだよっておっしゃいましたよ。こんな怖い人なんか見たこともない。この人はお父さまじゃない」
王さまはこれを聞くと、起き上がってあなたはどなたですかと尋ねた。
「私は、あなたの妻です。これはあなたの息子の悲しみの子です」
「私の妻は銀の手をしていました」
「お恵み深い神さまが、元通りの手をまた生やして下さったのです」
天使が部屋から銀の手を持って来て、王さまに見せた。それでやっと確信が持てたので、王さまは二人にキスをして喜んだ。
「重い石が私の胸から落ちた」
この様子を見て、天使が再びご馳走を出した。
それからみんなは年老いたお母さんの待つ家へ帰って行った。国中が歓喜し、王さまとお妃はもう一度婚礼をして、年とって死ぬまで、二人とも何不足なく暮した。

## 日本民話の「手なしむすめ」
日本民話にも似た話が伝わっている。グリム童話が悪魔との契約なのに対し、日本では継子いじめ譚になっている。
ある家の娘が長者の家に嫁ぐことになった。だが娘の継母は実子を嫁がせたいあまり、夫に継子が調子に乗って裸で踊るなどはしたない真似をしたと偽り、殺させようとする。父（または使いの者）は祭りに連れて行くと娘を騙し、峠道で娘に斬り付け、娘は両腕を斬り落とされ谷底へ落ちる。
どうにか生きていた娘は彷徨ううちに嫁ぐ予定だった家にたどり着き、嫁として迎えられる。そして夫が用事で出かけている間に子を産んだ。それを知らせる手紙を持った使いの者は、途中で嫁の実家に寄る。手紙を盗み読んだ継母は殺した筈の継子が幸せに暮らしていることを妬み、「玉の様に可愛い子を産んだ」という手紙を「鬼の様に醜い子を産んだ」と摩り替えた。夫は「鬼の様な子でも可愛がって育てる」と返事を書くが、これまた継母が「嫁も子も追い出してしまえ」と摩り替える。家の者は疑問を感じながらも、嫁と子を追い出してしまった。
嫁は子を背負って歩くうち、喉が渇いて川の水を飲もうとしたら子が背中から川に落ちてしまう、または落ちそうになる。何とか助けようと足掻くうち、突如両手が生えて子を救い上げることができた。みると近くの地蔵から手が無くなっており、地蔵が手をくれたと察した嫁はその近くで茶店を建てて暮らす。しばらくして、捜しに来た夫と再会することができた。